# Calthropella
Calthropella is een geslacht van sponsdieren uit de klasse van de Demospongiae (gewone sponzen). 

## Soorten
- Calthropella (Calthropella) durissima Topsent, 1892
- Calthropella (Calthropella) geodioides (Carter, 1876)
- Calthropella (Calthropella) inopinata Pulitzer-Finali, 1983
- Calthropella (Calthropella) pathologica (Schmidt, 1868)
- Calthropella (Calthropella) simplex Sollas, 1888
- Calthropella (Calthropella) xavierae van Soest, Beglinger & de Voogd, 2010
- Calthropella (Corticellopsis) novaezealandiae (Bergquist, 1961)
- Calthropella (Corticellopsis) recondita Pulitzer-Finali, 1983
- Calthropella (Corticellopsis) stelligera (Schmidt, 1868)
- Calthropella (Pachataxa) enigmatica (Lévi & Lévi, 1983)
- Calthropella (Pachataxa) lithistina (Schmidt, 1880)
- Calthropella (Pachataxa) pyrifera van Soest, Beglinger & de Voogd, 2010